# 米松 (朗德省)
米松（法語：Misson，法語發音：[misɔ̃]）是法国朗德省的一个市镇，属于达克斯区。

## 地理
米松（43°35'13"N, 0°57'37"W）面积14.69 平方千米，位于法国新阿基坦大区朗德省，该省份为法国西南部沿海省份，是法國本土面积第二大的省，北起吉倫特省，西临大西洋，南至大西洋比利牛斯省，东临热尔省，东北与洛特-加龍省接壤。
与米松接壤的市镇（或旧市镇、城区）包括：埃斯蒂博、阿巴斯、拉巴蒂、普永。

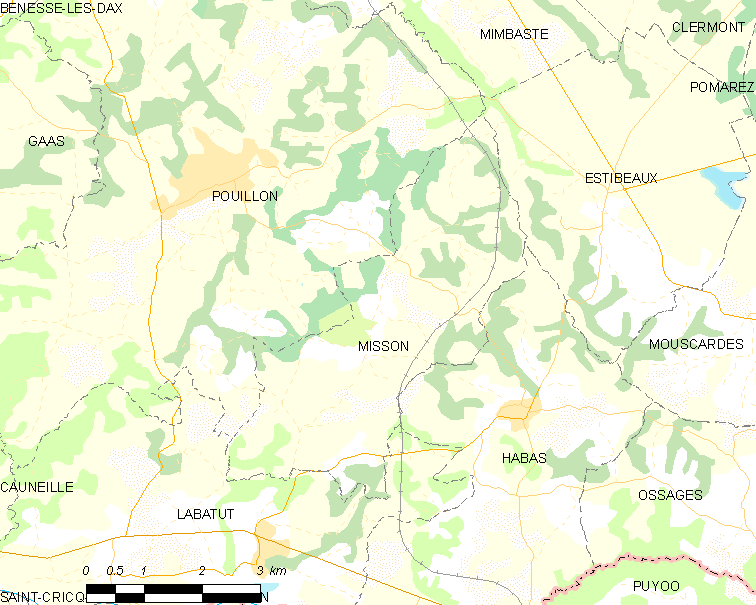
的OSM定位图

米松的时区为UTC+01:00、UTC+02:00（夏令时）。

## 行政
米松的邮政编码为40290，INSEE市镇编码为40186。

## 政治
米松所属的省级选区为奥尔特-阿里冈县。

## 人口

1962-2008年间人口变化图示

米松于2022年1月1日时的人口数量为834人。